# Фристайл

Фристайл — зимовий олімпійський вид спорту, загальна назва для різноманітних дисциплін, в яких лижники змагаються не тільки на швидкість проходження певної дистанції, а й у виконанні лижних трюків.

## Історія
На Зимових Олімпійський іграх 2010 у Ванкувері розігрувалось шість комплектів медалей в окремих видах фристайлу: могулі, повітряній акробатиці та скікросі.

## Різновиди
Крім цих видів фристайлу існує багато інших, наприклад, лижний балет та види «нової школи», в яких використовуються спеціальні споруди на зразок хаф-пайпу.

## Перші світові змагання
Фристайл з'явився на Олімпіаді в Калгарі 1988 року як показовий спорт. Починаючи з Альбервіля (1992) могул увійшов до офіційної програми Ігор. Повітряна акробатика отримала статус олімпійської дисципліни з Ігор 1994 в Ліллехаммері. Скікрос дебютував на Олімпіаді 2010.

## Фристайл в Україні
В Україні розвиток фристайлу почався у 1980-ті роки. Перші змагання з окремих видів фристайлу були проведені в Києві, Миколаєві, Тисовці.
Перший чемпіонат України з фристайлу відбувся в 1987 році.
За роки Незалежності українські фристайлісти неодноразово вигравали етапи кубку Європи та світу, входили до десятки найкращих на Зимових Олімпійських іграх. На юніорських чемпіонатах світу-96 і 97 Алла Цупер і Станіслав Кравчук стали чемпіонами, Тетяна Козаченко здобула бронзові медалі, в 1997 році Олена Юнчик і Дмитро Архипов вибороли «срібло», Юрій Стецько — «бронзу». У 2005 році перемогу на етапові Кубка світу з фристайлу, який проходив в Італії, в містечку Мадонна-ді-Кампільйо здобув Енвер Аблаєв. На чемпіонаті світу 2011 року Ольга Волкова з Миколаєва виграла першу «дорослу» медаль для збірної України в цьому виді спорту, посівши третє місце.

### Перший Олімпійський чемпіон в Україні
18 лютого 2018 року український фристайліст Олександр Абраменко став першим в Україні Олімпійським чемпіоном з фристайлу.